# استفانو د ساندو
استفانو دِ ساندو (ایتالیایی: Stefano De Sando؛ زادهٔ ۳۱ ژوئیهٔ ۱۹۵۴) بازیگر و صداپیشه اهل ایتالیا است.
از فیلم‌های سریال‌های تلویزیونی که وی در آن نقش داشته‌است، می‌توان به دختر سروان، تا دم مرگ و بچه‌های خیابان اشاره کرد.